# Aspidistra
Aspidistra é um género de plantas com flor pertencente à família Ruscaceae...